# Nazionale maschile under 20 di calcio a 5 del Perù
La nazionale di calcio a 5 del Perù Under-20 è la rappresentativa di Calcio a 5 Under-20 del Perù ed è posta sotto l'egida della Federación Peruana de Fútbol.
La nazionale peruviana ha partecipato alle prime due edizioni del Sudamericano de Futsal Sub-20, dove ha rimediato due eliminazioni al primo turno, rimanendo esclusa dalle semifinali. Nel 2008, già iscritta tra le partecipanti alla terza edizione, è stata estromessa per decisione della FIFA

## Partecipazioni al Sudamericano de Futsal Sub-20
- 2004: Primo turno
- 2006: Primo turno
- 2008: Escluso per decisione FIFA